# Zimonyi István
Zimonyi István (Eger, 1956. június 28.) magyar orientalista, történész.

## Élete
1976-1981 között a JATE angol-történelem-altajisztika szakán végezte egyetemi tanulmányait. 1981-ben török szakos előadó és angol szakos középiskolai tanári diplomát szerzett. 1981-től két évig az Eötvös Loránd Tudományegyetem Arab Tanszékén vett nyelvórákat, majd egy évig ösztöndíjas Kairóban. Hazatérte után középfokú arab nyelvvizsgát tett.
1983-ban megvédte egyetemi doktori értekezését (Volga Bulgars in the early 13th Century), 1990-től a nyelvtudomány kandidátusa (The Origins of the Volga Bulghars). 2003-ban habilitált történelemtudományból. 1981-1993 között a JATE Altajisztikai Tanszékének munkatársa, 1993-tól a JATE Középkori Egyetemes Történeti Tanszékének tanszékvezető docense. 1994-től 18 hónap át Humboldt-ösztöndíjas Gießenben. 2007-2011 között Kairóban a Magyar Köztársaság Nagykövetségének Kulturális Tanácsosi Hivatalának igazgatója és kulturális tanácsos, majd az SZTE Középkori Egyetemes Történeti Tanszékének habilitált egyetemi docense 2013-ig. 2014-től az MTA doktora és egyetemi tanári kinevezést kapott. 2014-től az SZTE Középkori Egyetemes Történeti Tanszékének, 2015-től pedig az SZTE Altajisztikai Tanszékének vezetője.
Oktatóként a középkori török nyelvű nomádok történetét, a kapcsolódó korai magyar-török kapcsolatok történetét és Kelet-Európa valamint az iszlám világ török nyelvű népeinek középkori történetét mutatja be. Kutatásainak középpontja a kelet-európai török nyelvű nomád népek középkori történetének megírását lehetővé tevő források történeti feldolgozására és a korai magyar történetre irányul. Kmoskó Mihály hagyatékából kiadott három kötetet (Mohammedán írók a steppe népeiről)
1993-2005 között az MTA Orientalisztikai Bizottságának tagja, 2001-2004 között az OTKA Társadalomtudományi Kollégiumának, illetve 2001-2006 között a MAB Történelem, Néprajz és Kulturális Antropológiai, Művészeti és Művelődéstörténeti Tudományok Bizottságának tagja volt.
A göttingeni központú Societa UraloAltaica alelnöke, 2013 végétől az Archivum Eurasia Medii Aevi (USA) szerkesztőbizottságának tagja.

## Művei
- 2005 Muszlim források a honfoglalás előtti magyarságról. Budapest.
- 2013 A magyarság korai történetének sarokpontjai - Elméletek az újabb irodalom tükrében.
- Muslimische Berichte des Mittelalters über Osteuropa und Zentralalasien I. Die Ğayhanī-Tradition. (tsz. Hansgerd Göckenjan)

1990-től a Magyar Őstörténeti Könyvtár sorozatszerkesztője.